# Jacques du Fouilloux
Jacques du Fouilloux était un gentilhomme du Poitou, né en 1519 au château du Fouilloux à Saint-Martin-du-Fouilloux près de Parthenay (Deux-Sèvres) et mort en 1580.

## Biographie
Grand chasseur, on lui doit un livre célèbre sur la vénerie, dédié à Charles IX. Publié pour la première fois à Poitiers en 1561, cet ouvrage a été fréquemment réimprimé (19 éditions entre 1562 et 1888) et traduit. On y trouve sur les habitudes des animaux une foule d'observations curieuses qui ont été recueillies et confirmées par les naturalistes ainsi qu'un poème sur son Adolescence.

## Source
Cet article comprend des extraits du Dictionnaire Bouillet. Il est possible de supprimer cette indication, si le texte reflète le savoir actuel sur ce thème, si les sources sont citées, s'il satisfait aux exigences linguistiques actuelles et s'il ne contient pas de propos qui vont à l'encontre des règles de neutralité de Wikipédia.